# Jocelyn (chancelier)
Pour les articles homonymes, voir Jocelyn.
Jocelyn est un Normand qui fut dans la première moitié du XIIe siècle et durant un court moment, chancelier du royaume de Sicile, au début du règne du roi Roger II (1130-1154).

## Biographie
Jocelyn est un Normand arrivé dans le sud de l'Italie du nord de la France actuelle. Probablement natif du duché de Normandie ou du royaume d'Angleterre, il est vraisemblablement arrivé en Italie aux environs de l'année 1130, peut-être en compagnie d'un groupe dont faisait partie Warin.
En 1134, Jocelyn devient le lieutenant de ce Warin (ou Garin, Guarin, Guérin), chancelier du royaume de Sicile, dans la Terra Liburiae avec le titre de Camerarius.
En 1135, il est nommé procureur de la principauté de Capoue auprès du jeune prince Alphonse de Sicile, troisième fils du roi Roger II de Sicile et encore mineur, pendant que Warin occupe le poste de Régent de la principauté. L'année suivante, il participe au siège normand de Montecassino et de Salerne (fin 1136/début 1137).
À la mort du chancelier Warin, survenu le 21 janvier 1137, Jocelyn est nommé chancelier du royaume (magister cancellarius). Cependant, il est très vite remplacé par Robert de Selby, un Anglo-Normand.

## Sources
- Hugues Falcand, Histoire des Tyrans de Sicile (1154-1169) ;
- Romuald de Salerne.